# Turisme a Cap Verd

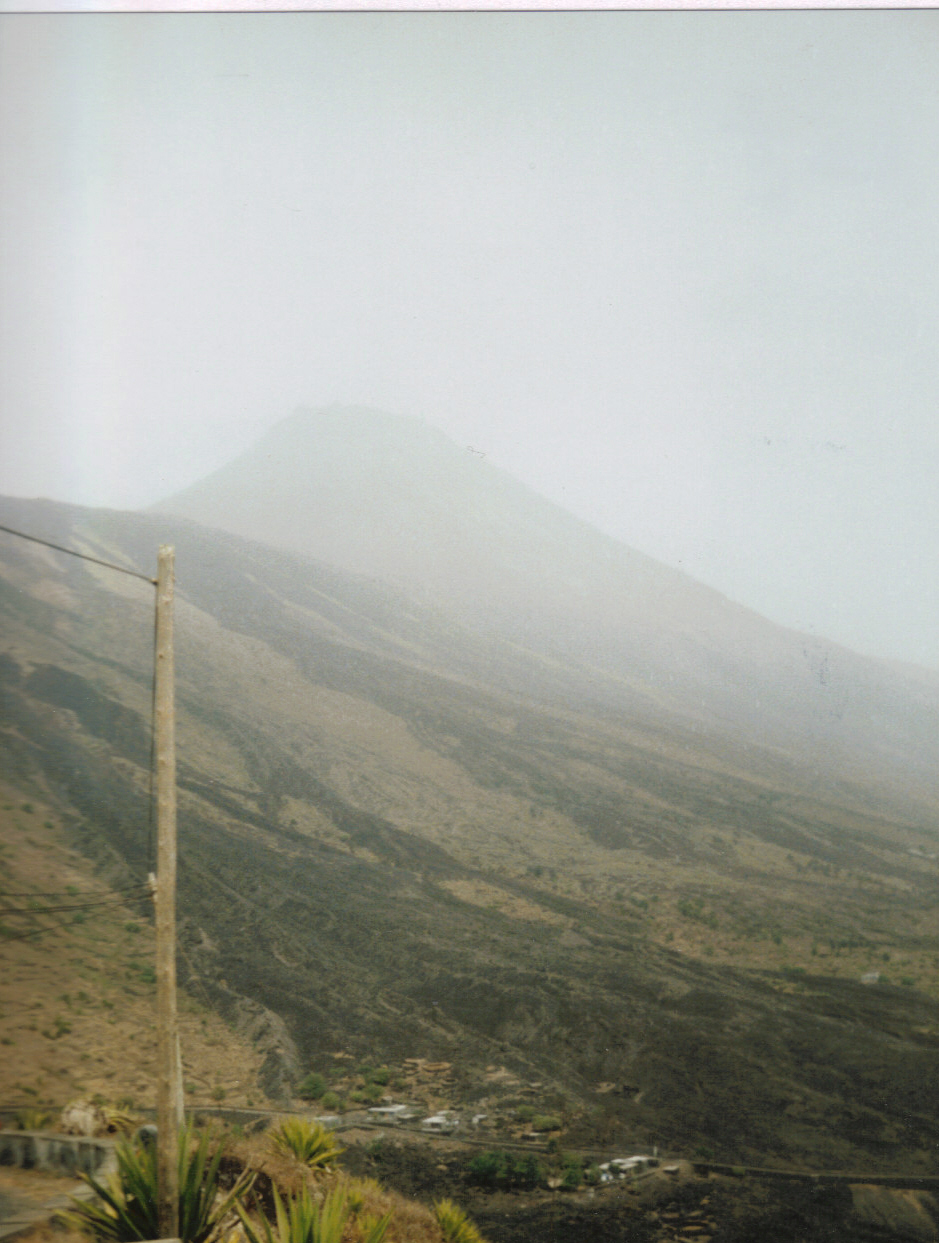
L'ecoturisme s'ha desenvolupat al voltant del volcà de Fogo a l'illa de Fogo.

El turisme a Cap Verd, un grup d'illes davant la costa del Senegal, es va iniciar en la dècada de 1970 a l'illa de Sal i va augmentar lentament en la dècada de 1980 i 1990.
El turisme va aportar 41 milions $ a l'economia del país l'any 2000. La indústria hotelera contribuí amb el 2,0% del PIB en 1997 que va augmentar a 6,8% el 2001. El nombre de turistes es va incrementar de 45.000 el 1997 a més de 115.000 en 2001 i 2015 a la 569,387 segons l'oficina d'Estadística de Cap Verd. La major part d'aquestes arribades internacionals procedeixen del Regne Unit, Alemanya, Portugal, Països Baixos, Bèlgica, i França.
La gran majoria de turistes visita les illes comparativament planes i menys poblades de Sal, Boa Vista i Maio amb les seves platges de sorra blanca. Les illes de Cap Verd, tenen un clima agradable durant la major part de l'any amb 350 dies de sol, i algunes d'elles ofereixen un impressionant paisatge de muntanya. Els turistes hi poden practicar busseig, windsurf, vela i senderisme. També s'ha desenvolupat l'ecoturisme a l'illa de Fogo al voltant del volcà Fogo. Per als turistes interessats en temes culturals, la vila de Cidade Velha a l'illa de Santiago ha estat declarada Patrimoni de la Humanitat per la UNESCO en 1997, però el turisme cultural no a estat particularment promogut fins ara.

## Estadístiques
La majoria dels clients d'establiments d'allotjament turístic, per país de procedència, en 2015:
| Rang | Estat                   | Nombre  |
| ---- | ----------------------- | ------- |
| 1    | Regne Unit              | 126.685 |
| 2    | Alemanya                | 76.451  |
| 3    | Portugal                | 61.979  |
| 4    | Bèlgica · Països Baixos | 60.473  |
| 5    | França                  | 56.458  |
| 6    | Itàlia                  | 27.086  |
| 7    | Espanya                 | 9.412   |
| 8    | Suïssa                  | 5.450   |
| 9    | Estats Units            | 4.282   |
| 10   | Àustria                 | 2.351   |
| 11   | Sud-àfrica              | 232     |
|      | Altres països           | 88.863  |
|      | Total visitants         | 569.387 |